# Governo Tlicho

Territórios no Noroeste do Canadá, onde fica localizado o governo Tlicho.

O Governo Tlicho é uma organização de comunidades chamadas de Primeiras Nações, que representa o povo Tli Cho dos Territórios do Noroeste, Canadá.

## Membros
- Behchoko
- Gamèti
- Wekweeti
- Whatì

## Ligações Externas
- Página Oficial